# Acorus
Acorus és l'únic gènere de plantes angiospermes de la família de les acoràcies (Acoraceae), que forma part de l'ordre monotípic de les acorals (Acorales), dins del clade de les monocotiledònies. Són plantes natives de bona part d'Àsia i d'Amèrica del Nord, des de l'Àrtic fins els nord dels Estats Units, però ha estat introduïda a d'altres regions, com ara el subcontinent Indi o la major part d'Europa. Les espècies d'Acorus són les més antigues entre les monocotiledònies,, aquest llinatge ocupa la posició basal respecte a la resta de monocotiledònies vivents.

## Descripció
Són plantes herbàcies perennes i vivaces, amb un rizoma força ramificat. Les fulles són unifacials, ensiformes (forma d'espasa), amb nervadura paral·lela i disposades de manera dística. Les flors s'agrupen en inflorescències terminals en espàdix cilíndric, amb una espata gran, erecta i persistent. La floració es produeix començant per la base i progressant vers la part superior. Les flors són hermafrodites amb un periant format per sis tèpals, en dos verticils de tres elements. A l'androceu hi ha sis estams en dos verticils de 3 unitats, el pol·len és monosolcat, de forma el·lipsoide i petit, fa entre 15 i 20 µm. Al gineceu el pistil té forma entre cilíndrica i de con invertit, l'ovari és ínfer, pot tenir dos o tres lòculs, dos o tres carpels, amb varis òvuls per lòcul i placentació apical, l'estigma és minúscul. El fruit és una baia, habitualment contenint entre una i cinc llavors.

## Taxonomia
El gènere Acorus va ser publicat per primer cop l'any 1753 al primer volum de l'obra Species Plantarum del botànic suec Carl von Linné (1707-1778). La família de les acoràcies va ser publicada per primer cop l'any 1820 a l'obra Техно-ботанический словарь на латинском и российском языках (Diccionari tecno-botànic en llatí i rus) pel botànic rus Ivan Martinov (1771-1833). L'ordre de les acorals va ser publicat per primer cop l'any 1835, sota el nom d'Acorinae i atribuït a Johann Heinrich Friedrich Link, a l'obra Conspectus regni vegetabilis : secundum characteres morphologicos praesertim carpicos in classes ordines et familias digesti, adjectis exemplis nominibusque plantarum usui medico technico et oeconomico inservientium pel botànic alemany Carl Friedrich Philipp von Martius (1794-1868).

### Espècies
Dins del gènere Acorus es reconeixen les quatre espècies següents:
- Acorus americanus (Raf.) Raf.
- Acorus calamus L.
- Acorus gramineus Aiton
- Acorus verus (L.) Raf.

### Sinònims
El següent nom científic és sinònim heterotípic d'Acorus:
- Calamus [Garsault

## Filogènia
El gènere Acorus havia estat tradicionalment assignat a la família de les aràcies, que també tenen la inflorescència en espàdix i espata, però estan clarament separades basant-se en les anàlisis de la morfologia, a diferència de les aràcies, Acorus presenta fulles unifacials, absència de rafidis, presència de perisperma a les llavors, la presència de tricomes al micròpil del òvuls o de cèl·lules especials amb olis essencials. Però addicionalment, el estudis del seu ADN han mostrat que Acorus seria el llinatge més antic amb espècies vivents de totes les monocotiledònies i no està emparentat directament amb les aràcies.
Tradicionalment només s'havien considerat dues espècies, Acorus gramineus i Acorus calamus amb tres varietats, però estudis recents han demostrat la variació de la ploïdia de la segona, que ha acabat amb el reconeixement de tres espècies diferent. Les poblacions naturals fèrtils poden ser diploides (Acorus gramineus i Acorus Americanus ) o tetraploides (Acorus verus), mentre que les triploides són híbrids estèrils (Acorus calamus) i només es reprodueixen de manera vegetativa. Les tetraploides són autoincompatibles i depenen dels pol·linitzadors per a la producció de llavors, en canvi les diploides són autocompatibles.  D'altra banda s'ha constatat que el contingut de β-asarona és molt més alt en les plantes triploides que a la resta.

## Usos i legislació
La literatura existent descriu la utilització d'Acorus calamus, amb presència de varis isòmers d'asarona, com a planta medicinal a les medicines tradicionals i com a aromatitzant en aliments i perfums. Però també se n'han descrit efectes nocius. Tanmateix cal dir que la literatura existent no té en compte que el que en el passat es considerava Acorus calamus, en realitat són tres espècies diferents.
El Comitè Científic d'Aliments de la Unió Europea va emetre una opinió l'any 2001, adreçada a la Comissió Europea, on alertava dels efectes carcinògens i genotòxics de la β-asarona, procedent dPlantilla:''Acorus
calamus present en substàncies aromatitzants utilitzades en els aliments i suggeria la necessitat de restringir-ne l'ús.
Als Estats Units es va prohibir l'any 1968 la utilització de productes provinents d'espècies d{{']]Acorus com a additiu alimentari i la prohibició continua vigent.